# 提傑安若·費洛
提杰安若·費洛（義大利語：Tiziano Ferro，1980年2月21日—）是義大利拉丁流行歌手。他將他原本義大利文版的專輯也錄製成西班牙文版的專輯，並在歐洲與拉丁美洲獲得顯著的銷售量。
1997年，他参加了義大利歌曲節，但是在第一週的選拔就被淘汰了。而在1998年的比賽，他是12位入圍者之一，並且被Alberto Salerno與Mara Majonchi兩位製作人發現。
他2001年的首張個人專輯《Rosso Relativo》被歸類在節奏藍調/嘻哈音樂的風格。雖然當義大利諷刺電視節目「Le Iene」指出他的第一張暢銷單曲〈Perdono〉與勞·凱利之前的一首歌曲〈Did You Ever Think〉之間的相似處時，引發了一些爭議。西班牙文版的專輯名稱稱為《Rojo Relativo》並且全世界西班亞語系的地區受到相當大的歡迎。
在2003年年底，費洛發表他第二張專輯《111 Centoundici》。這張專輯使得他建立了明星的地位，成為最有名的義大利流行歌手之一。
2004年，他發表發表了他首張英語單曲〈Universal Prayer〉。這張單曲是為了在希臘雅典舉行的2004年夏季奧林匹克運動會而錄製。這首歌曲是他首次與英國節奏藍調歌手潔米莉雅合作。在同一年在羅馬舉行的2004年MTV歐洲音樂獎，他贏得最佳義大利藝人並在典禮中演出他的暢銷歌曲〈Sere nere〉。他也在熱門的墨西哥電視劇《Rebelde》第一季中客串演出。
2006年，他第三張錄音室專輯《Nessuno è solo》發行，並且首週在義大利與阿根廷即登上排行榜第一名。它首週在智利排行第10名，在墨西哥排行第14名，在西班牙排行第11名，並且打破了西班牙首週銷售量的歷史紀錄。這張專輯被認定是「三白金」（triple platinum）專輯。2007年3月25日，費洛應邀在聲望很高的義大利廣播電台（Radio Italia solomusicaitaliana）25週年慶祝活動上表演。
2010年10月，他正式出櫃，公開其同性戀的性向。

## 專輯
- 2001年，《Rosso Relativo》/《Rojo Relativo》
- 2001年，《Xdono》/《Perdona》(單曲)
- 2001年，《L'Olimpiade》/《La Olimpiada》(單曲)
- 2002年，《Imbranato》/《Alucinado》(單曲)
- 2002年，《Rosso Relativo》/《Rojo relativo》(單曲)
- 2002年，《Le Cose Che Non Dici》/《Las Cosas Que No Dices》(單曲)

- 2003年，《111 Centoundici》/《111 Ciento Once》
- 2003年，《Xverso》/《Perverso》(單曲)
- 2003年，《Sere Nere》/《Tardes Negras》(單曲)
- 2004年，《Non Me Lo So Spiegare》/《No me lo puedo explicar》(單曲)
- 2004年，《Ti Voglio Bene》/《Desde mañana no lo sé》(單曲)
- 2004年，《Universal Prayer》(單曲)

- 2006年，《Nessuno È Solo》/《Nadie Esta Solo》
- 2006年，《Stop! Dimentica》/《Stop! Olvídate》(單曲)
- 2006年，《Ed Ero Contentissimo》/《Y estaba contentísimo》(單曲)
- 2007年，《Ti Scatterò Una Foto》/《Te tomaré una foto》(單曲)
- 2007年，《Non Me Lo So Spiegare (劳拉西妮)》(單曲)
- 2007年，《E Raffaella è Mia》/《Y Raffaella Es Mia》(單曲)
- 2007年，《E Fuori è Buio》/《Y Esta Oscuro》(單曲)
- 2007年，《Cuestion de Feeling》(單曲)

- 2008年，《Alla Mia Età》/《A Mi Edad》
- 2008年，《Alla Mia Età》/《A Mi Edad》(單曲)
- 2009年，《Il Regalo Più Grande》/《El Regalo Mas Grande》(單曲)
- 2009年，《Indietro》/《Breathe Gentle（ft. Kelly Rowland）》(美國暢銷女子R&B歌手凱莉·羅蘭助陣)(單曲)
- 2009年，《Il Sole Esiste Per Tutti》/《El Sol Existe Para Todos》(單曲)
- 2009年，《Scivoli Di Nuovo》/《Deslizas Otra Vez》(單曲)
- 2010年，《Each Tear》(單曲)

- 2011年，《L'amore È Una Cosa Semplice》/《El Amor Es Una Cosa Simple》
- 2011年，《La Differenza Tra Me E Te》/《La Diferencia Entre Tu Y Yo》(單曲)
- 2012年，《L'ultima Notte Al Mondo》/《La Ultima Noche Del Mundo》(單曲)
- 2012年，《Hai Delle Isole Negli Occhi》/《Islas En Tus Ojos》(單曲)

## 外部連結

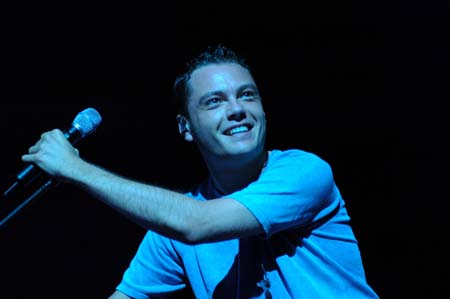
提杰安若·費洛表演時

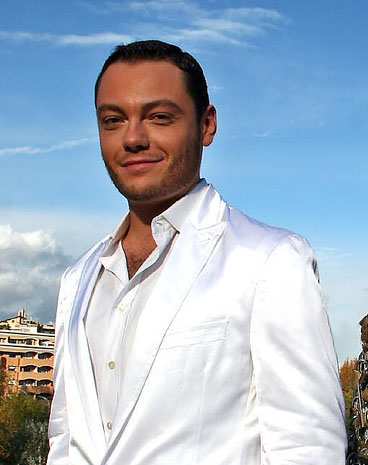
提杰安若·費洛於2006年11月22日

- Tiziano Ferro 官方網站 （页面存档备份，存于）
- Tiziano Ferro 網站 （页面存档备份，存于）
- Tiziano Ferro Bulgarian Blog[永久]
- TzN Ferro Team www.tznferroteam.com
- Tiziano Ferro 非官方網站
- （英文）（波兰語）關於Tiziano Ferro的非官方網站